# Råå IF
El Raa IF es un equipo de fútbol de Suecia que juega en la Division 3 Södra Götaland, una de las ligas que conforman la quinta categoría de fútbol en el país.

## Historia
Fue fundado el 25 de marzo de 1921 en la ciudad de Raa, al sur del Helsingborg, con el nombre Enighet IF (unidad en sueco) por un grupo de estudiantes de educación secundaria, y su primer presidente fue Ake Gyllander. en 1925 el club cambia su nombre por el actual.
En 1948 el club obtiene su título más importante hasta el momento, el cual fue ganar la Copa de Suecia al vencer en la final al BK Kenty con marcador de 6-0, y en 1950 obtienen el ascenso a la Allsvenskan por primera vez en su historia bajo la dirección técnica de Alvin Dahl, dando la sorpresa en su año de debut al terminar de subcampeón. Como su estadio no cumplía con las normas para disputar partidos de la Allsvenskan, jugaron sus partidos de local en el Estadio Olimpia de Helsingborg, debutando en él ante el Malmö FF al que asistieron 23,604 espectadores.
Lamentablemente al año siguiente, los equipos grandes de Suecia terminaron desmantelando al club y descienden de categoría en 1952. En sus dos años en la máxima categoría el club promedió 9,273 espectadores por partid, una de las asistencias más altas durante la década de los años 1950s.
Posteriormente el club presenció un bajón en su nivel de juego que incluso lo llevó a la séptima categoría del fútbol sueco en 1996, y han vagado en las categorías inferiores desde entonces.

## Estadio
El RAA IF juega sus partidos de local en el Raa IP, ubicado al sur de Helsingborg, el cual fue inaugurado el 29 de mayo de 1928 en un partido ante el Stattena IF, que terminó con victoria para los locales con marcador de 3-1

## Clubes afiliados
- Skånes Fotbollförbund.[7]

## Palmarés
- Copa de Suecia: 1

1948
- Division 2 Sydvästra: 1

1950
- Division 3 Skane: 3

1970, 1978, 1979
- Division 4 Skane Norrvastra: 1

1970
- Division 7 Skane Noorvastra B: 1

1999

## Jugadores

### Jugadores destacados
- Olivier Karekezi